# Archiphylax
L'Archiphylax (in greco antico: άρχιφύλαξ?) era il funzionario della Lega Licia che aveva il compito di riscuotere le tasse che la Licia doveva pagare a Roma.
La Lega licia aveva strappato a Roma una concessione di grande importanza politica: essa riscuoteva le tasse da pagare al fisco romano da sola. In cambio, il governo licio garantiva la consegna piena e puntuale delle tasse dovute. Questo probabilmente successe durante i negoziati che portarono alla creazione della provincia della Licia.
I requisiti dell'Archiphylax erano i seguenti: egli avrebbe dovuto garantire di fronte al Fisco romano a nome del governo federale licio per le tasse; pagare l'imposta per intero e alla data dovuta; non riscuotere le tasse con durezza; anticipare con i propri soldi se la riscossione delle imposte non avesse fornito la somma richiesta;  garantire la pace sociale e il benessere della provincia.

## Fonti
- (DE) Helmut Engelmann, Opramoas als Archiphylax (TAM II 3, 905), in Zeitschrift für Papyrologie und Epigraphik, vol. 152, 2005,  pp. 121-124.